# Proceratium diplopyx
Proceratium diplopyx är en myrart som beskrevs av Brown 1980. Proceratium diplopyx ingår i släktet Proceratium och familjen myror. Inga underarter finns listade i Catalogue of Life.

## Bildgalleri

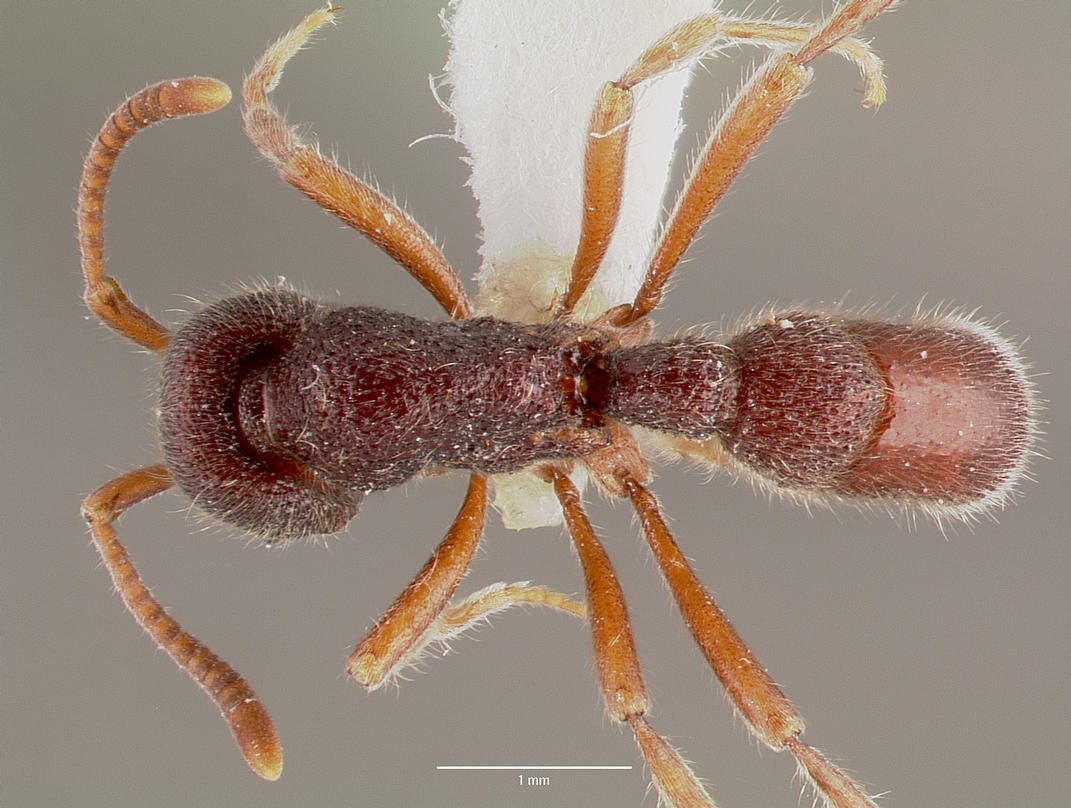
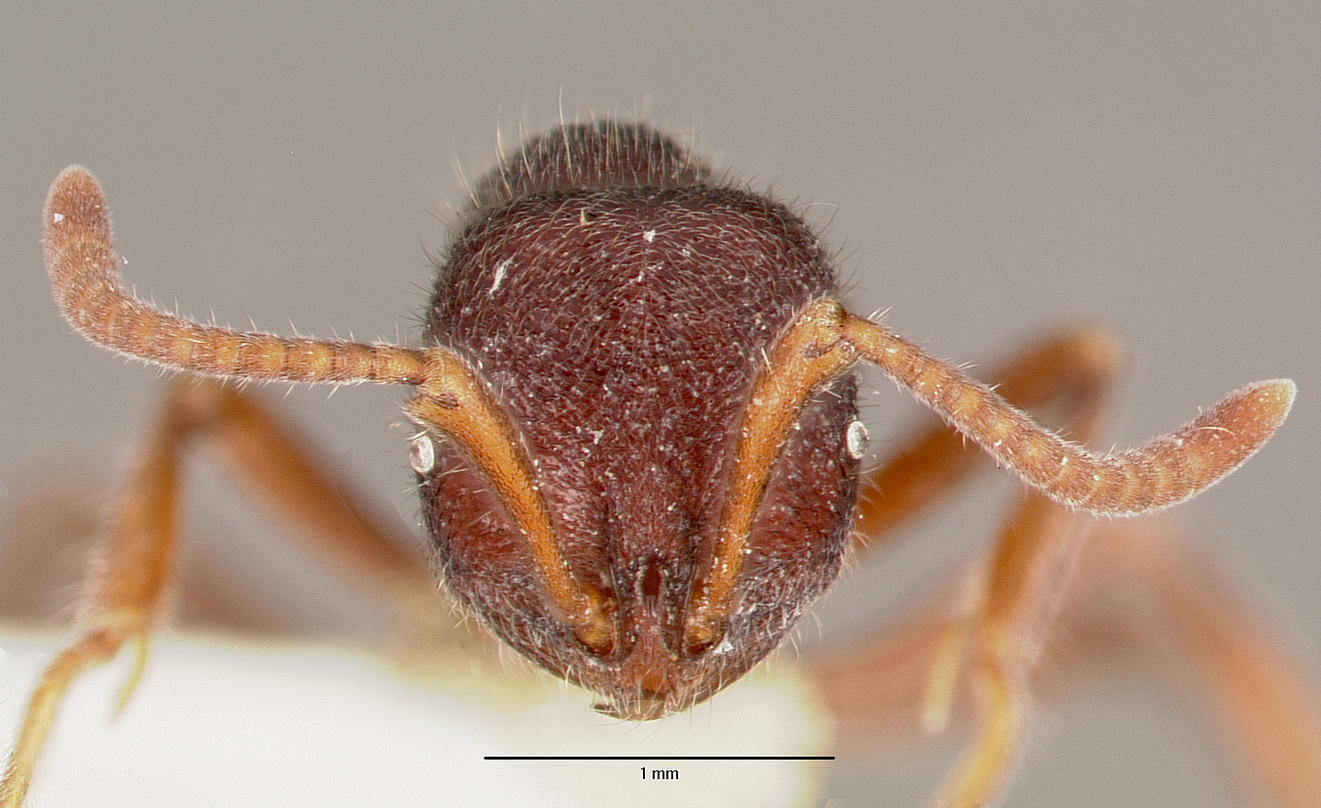
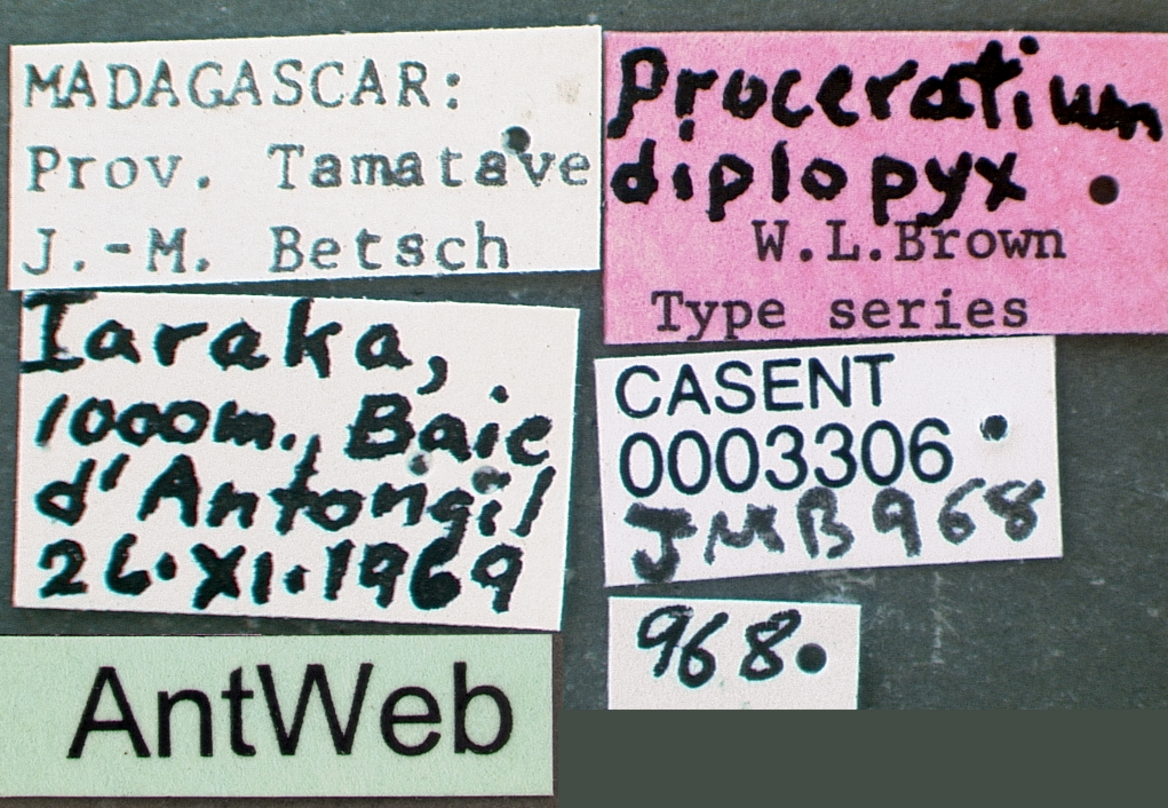
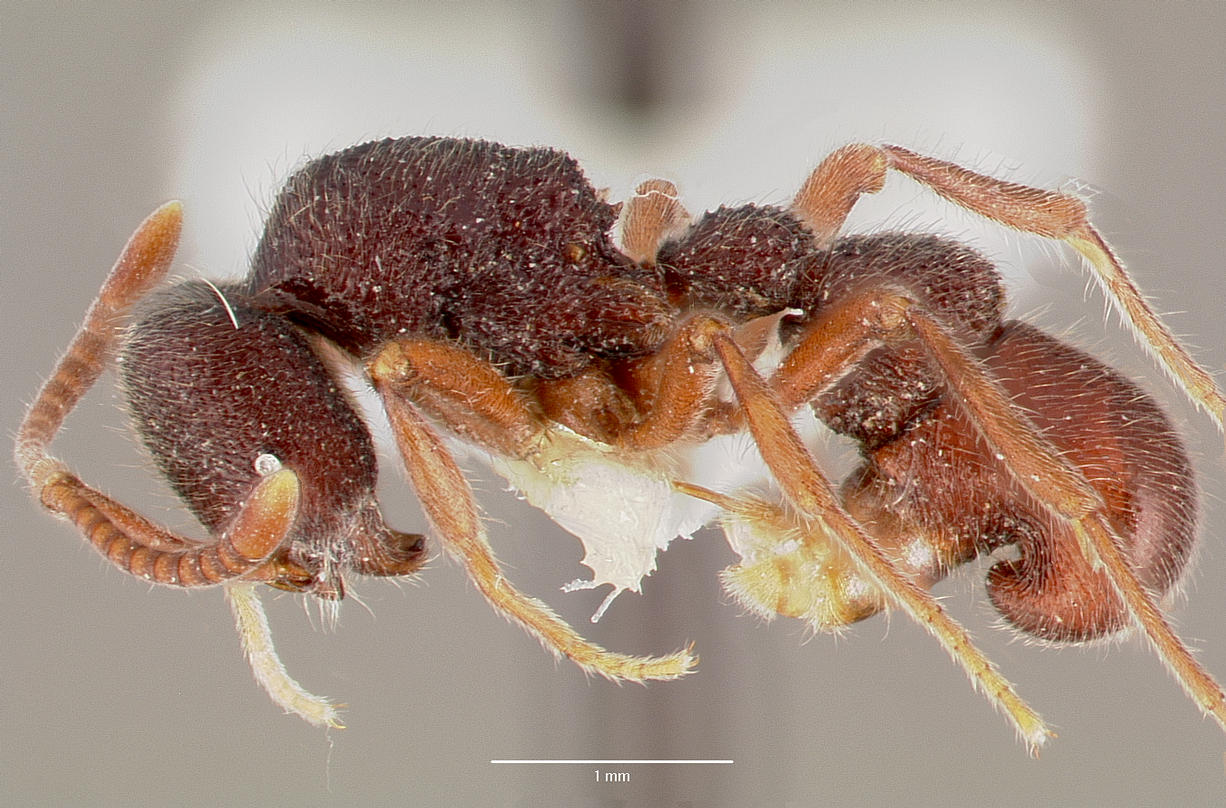
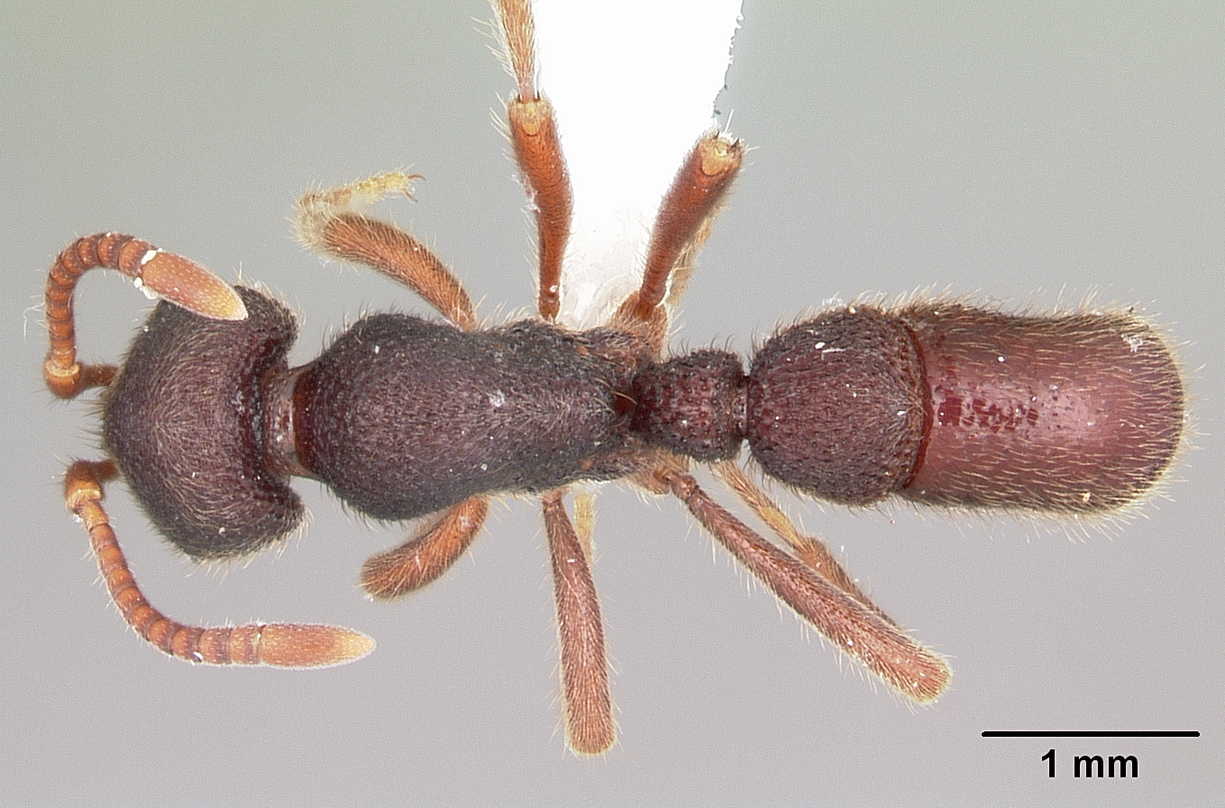
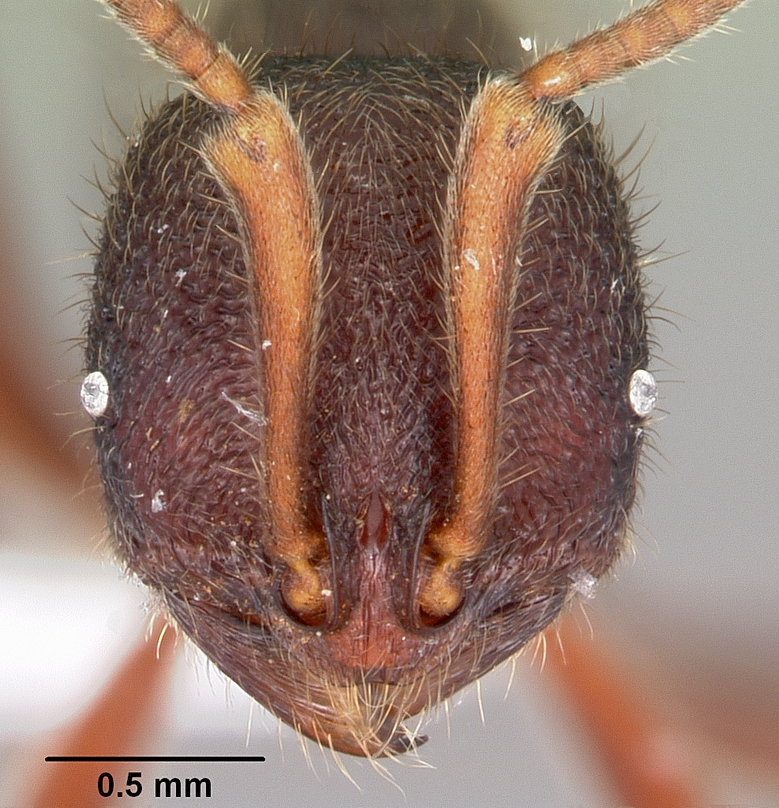